# Тилькер, Эвальд
Эвальд Тилькер (3 ноября 1911 года, Херфорд, Германия — 8 сентября 1998 года, Сан-Франциско, США) — бывший немецкий каноист. Принимал участие в соревнованиях по гребле на байдарках и каноэ в 1930-х годах.

## Спортивные достижения
Эвальд Тилькер выступал за немецкий каноэ клуб Kanuklub Herford. В начале своей спортивной карьеры в 1934 году он выиграл чемпионат Германии в одиночном каноэ и в каноэ-двойке с напарником Фрицем Бондройт на дистанции 1000 метров.
На чемпионате Европы в 1934 году в Копенгагене Тилькер также был первым в этих двух дисциплинах. В 1935 году Тилькер и Бондройт снова первые в дисциплине К-2 на дистанции 1000 метров, но в 1936 году проиграли спортсменам Вилли Хорну и Эриху Ханишу, заняв второе место.
Эвальд Тилькер принимал участие в соревнованиях по гребле и каноэ на летних летних Олимпийских играх 1936. На Олимпиаде он завоевал серебряную медаль в дисциплине К-2 на дистанции 1000 метром с напарником Фрицем Бондройт (Fritz Bondroit).